# PFK Burgas
PFK Burgas (bulharsky: Професионален футболен клуб Бургас) byl bulharský fotbalový klub sídlící ve městě Burgas v Burgaské oblasti. Klub byl založen v roce 2009 pod názvem Master Burgas. Zanikl v roce 2015 po sloučení do klubu PFK Neftochimik Burgas.

## Historické názvy
- 2009 – FK Master Burgas (Futbolen klub Master Burgas)
- 2014 – PFK Burgas (Profesionalen futbolen klub Burgas)

## Umístění v jednotlivých sezonách
Legenda: Z - zápasy, V - výhry, R - remízy, P - porážky, VG - vstřelené góly, OG - obdržené góly, +/- - rozdíl skóre, B - body, červené podbarvení - sestup, zelené podbarvení - postup, světle fialové podbarvení - přesun do jiné soutěže
| Sezóny  | Liga                          | Úroveň | Z  | V  | R  | P | VG  | OG  | B   | +/- | Pozice |
| ------- | ----------------------------- | ------ | -- | -- | -- | - | --- | --- | --- | --- | ------ |
| 2009/10 | Oblastna B Grupa – sk. Burgas | 5      | 28 | 28 | 0  | 0 | ... | ... | ... | 84  | 1.     |
| 2010/11 | Oblastna A Grupa – sk. Burgas | 4      | 26 | 24 | 1  | 1 | 89  | 13  | +76 | 73  | 1.     |
| 2011/12 | V Grupa                       | 3      | 34 | 17 | 8  | 9 | 45  | 34  | +11 | 59  | 6.     |
| 2012/13 | V Grupa                       | 3      | 34 | 19 | 10 | 5 | 53  | 25  | +28 | 67  | 3.     |
| 2013/14 | V Grupa                       | 3      | 32 | 26 | 2  | 4 | 92  | 21  | +71 | 80  | 2.     |
| 2014/15 | B Grupa                       | 2      | 30 | 11 | 10 | 9 | 34  | 30  | +4  | 43  | 7.     |